# Västra Nöbbelövs församling
Västra Nöbbelövs församling var en församling i Lunds stift och i Skurups kommun. Församlingen uppgick 2002 i Skivarps församling.

## Administrativ historik
Församlingen har medeltida ursprung. Före den 1 januari 1886 (ändring enligt beslut den 17 april 1885) var namnet Nöbbelövs församling.
Församlingen var till 1962 i pastorat med Skivarps församling, före 1 maj 1932 som moderförsamling, därefter som annexförsamling. Från 1962 till 2002 var den annexförsamling i pastoratet Skivarp, Västra Nöbbelöv, Östra Vemmenhög, Västra Vemmenhög och Svenstorp. Församlingen uppgick 2002 i Skivarps församling.

## Kyrkor
- Västra Nöbbelövs kyrka